# Archaeolemur
Archaeolemur is geslacht van uitgestorven lemuren, die tijdens het Holoceen in Madagaskar leefden. Één soort (Archaeolemur edwardsi), overleefde waarschijnlijk tot ongeveer 500 jaar geleden.

## Voorkomen
Archaeolemur kwam voor in grote delen van Madagaskar en bewoonde bossen en savannes. Er zijn twee soorten beschreven, A. edwardsi en A. majori.

## Uiterlijke kenmerken
Archaeolemur had een gewicht van 15 tot 35 kilogram.

## Leefwijze
Archaeolemur was een omnivoor die zich voedde met onder meer planten en zaden.  De lemuur bracht de meeste tijd door op de grond, maar leefde ook in de bomen. Archaeolemur wordt beschouwd als de Malagasische tegenhanger van de makaken uit Afrika en Azië.